# 千種 (市原市)
千種（ちぐさ）は、千葉県市原市の姉崎地区及び五井地区にある町丁。現行行政地名は千種一丁目から千種七丁目。郵便番号は290-0109。

## 概要
市原市西部の姉崎地区と五井地区の境付近に位置する。JR内房線五井駅の南西約3km、姉ケ崎駅の北東約 2.2km にあり、土地区画整理事業により計画的宅地開発事業が進められたところである。千種一丁目から千種四丁目は姉崎地区、千種五丁目から千種七丁目は五井地区に属している。全域に住居表示が施行されているが、換地処分で地番変更を実施しているため、建物が存在する場合はほとんどの場合において地番と住居表示が一致する。

## 地理
北は青柳、東は白塚、南は今津朝山、西は姉崎海岸と接する。

## 地価
2017年の公示地価によると千葉県市原市千種7丁目10番17で46,200円/平方メートルである。

## 歴史

### 地名の由来
夫木和歌抄から、かつてこの地を千種の浦と読んだことに由来する。以下はその中で詠まれた歌である。
- 「咲匂う 千種の浦の 汐風に 秋は色々の 浪ぞよせくる」（法印定円）
- 「色々の かひありてこそ ひろわるれ 千種の浜を あさるまにまに」（読み人知らず）

### 沿革
- 1963年5月1日 - 市原市市制施行に伴い、市原郡姉崎町今津朝山・五井町にし　西青柳から市原市今津朝山・西青柳となる[6]。

## 世帯数と人口
2022年4月1日現在の世帯数と人口は以下の通りである。
| 町丁字     | 世帯数    | 人口総数 | 人口  | 人口   | 人口     | 人口     | 人口  | 人口   | 世帯人員 | 面積     |
| 町丁字     | 世帯数    | 人口総数 | 若年  | 若年   | 生産年齢 | 生産年齢 | 高齢  | 高齢   | 世帯人員 | 面積     |
| ---------- | --------- | -------- | ----- | ------ | -------- | -------- | ----- | ------ | -------- | -------- |
| 千種一丁目 | 128世帯   | 184人    | 15人  | 8.15%  | 103人    | 56.00%   | 66人  | 35.85% | 1.44人   | 14.691ha |
| 千種二丁目 | 236世帯   | 548人    | 96人  | 17.52% | 379人    | 79.16%   | 73人  | 3.32%  | 2.32人   | 11.918ha |
| 千種三丁目 | 256世帯   | 576人    | 103人 | 17.88% | 407人    | 70.66%   | 66人  | 11.36% | 2.25人   | 8.654ha  |
| 千種四丁目 | 192世帯   | 429人    | 73人  | 17.02% | 329人    | 76.69%   | 27人  | 6.29%  | 2.23人   | 6.597ha  |
| 千種五丁目 | 221世帯   | 551人    | 88人  | 15.97% | 370人    | 67.15%   | 93人  | 16.88% | 2.49人   | 8.071ha  |
| 千種六丁目 | 109世帯   | 379人    | 64人  | 16.89% | 295人    | 77.84%   | 20人  | 5.27%  | 3.48人   | 7.831ha  |
| 千種七丁目 | 389世帯   | 913人    | 163人 | 17.85% | 646人    | 70.76%   | 104人 | 11.39% | 2.35人   | 12.931ha |
| 合計       | 1,531世帯 | 3,580人  | 602人 | 16.82% | 2,529人  | 70.64%   | 449人 | 12.54% | 2.34人   | 70.693ha |

## 通学区域
市立小学校・市立中学校及び県立高等学校の通学区域は以下の通りである。
| 町丁字     | 番地 | 小学校             | 中学校             | 県立高校 |
| ---------- | ---- | ------------------ | ------------------ | -------- |
| 千種一丁目 | 全域 | 市原市立千種小学校 | 市原市立千種中学校 | 第9学区  |
| 千種二丁目 | 全域 | 市原市立千種小学校 | 市原市立千種中学校 | 第9学区  |
| 千種三丁目 | 全域 | 市原市立千種小学校 | 市原市立千種中学校 | 第9学区  |
| 千種四丁目 | 全域 | 市原市立千種小学校 | 市原市立千種中学校 | 第9学区  |
| 千種五丁目 | 全域 | 市原市立千種小学校 | 市原市立千種中学校 | 第9学区  |
| 千種六丁目 | 全域 | 市原市立千種小学校 | 市原市立千種中学校 | 第9学区  |
| 千種七丁目 | 全域 | 市原市立千種小学校 | 市原市立千種中学校 | 第9学区  |

## 施設
- 市原市立千種中学校
- 市原市立千種コミュニティーセンター
- せんどう青柳店

## 交通

### 鉄道
大字内に駅はないが、最寄り駅は姉ケ崎駅または五井駅である。

### 道路
- 千種通り

### バス
運行会社は小湊鉄道塩田営業所、最寄りバス停は五23系統は千種二丁目など八21、22系統は千種中学校前など。
| 系統    | 経由         | 行先         | 参考       |
| ------- | ------------ | ------------ | ---------- |
| 五23    | アピタ前     | 五井駅西口   |            |
| 五23    |              | 姉ケ崎駅西口 |            |
| 八21,22 | 五井駅西口   | 八幡宿駅西口 |            |
| 八21,22 | 姉ケ崎駅西口 | 別荘下       | [ 注釈 2 ] |